# بحيرة إليامنا
بحيرة إليامنا (بالإنجليزية: Iliamna Lake)‏ هي بحيرة في جنوب غرب ألاسكا تقع في الطرف الشمالي لجزيرة ألاسكا، بين خليج كفيتشااك ومدخل كوك، ويبعد حوالي 160 كم غرب سيلدوفيا في ألاسكا.